# Coscinocera amputata
Coscinocera amputata är en fjärilsart som beskrevs av Friedrich Wilhelm Niepelt 1936. Coscinocera amputata ingår i släktet Coscinocera och familjen påfågelsspinnare. Inga underarter finns listade i Catalogue of Life.